# 너니턴 베드워스

너니턴 베드워스의 위치

너니턴 베드워스(영어: Nuneaton and Bedworth)는 잉글랜드 워릭셔주에 위치한 비도시 자치구로 중심 도시는 너니턴이며 인구는 126,174명(2014년 기준), 면적은 78.95km2이다.